# Aminandro
Aminandro (fl. III-II secolo a.C.) fu re dell'Atamania.
Fu dapprima alleato di Filippo V di Macedonia (208 a.C.), poi si alleò con i Romani. 
Nel 192 a.C. si alleò con Antioco III di Siria, ma Filippo V di Macedonia invase l'Atamania ed egli fuggì in Etolia.
Nel 189 a.C. tornò in patria trovando il supporto romano.